# سيلا ترك أوغلي
سيلا تُرك أوغلي هي ممثلة تركية ولدت بتاريخ 18 أبريل 1999.

## الحياة الشخصية
ولدت في إزمير. ظهرت لأول مرة مع دورها أليف في المسلسل التركي «لا تبكي يا أمي »عندما كانت في التاسعة عشر من عمرها. بعد تخرجها من ثانوية «خديجة كُوزلجان الأناضولية»، أخذت دروسًا في التمثيل عوض التوجه للتعليم الجامعي.

## أعمالها
- «لا تبكي يا أمي» (أليف)، 2018
- «اليمين» (سناء)، 2019
- «الأمانة »(سهير)، 2020
- «شراب التوت البري» (دوغا)، 2023

## وصلات خارجية
- سيلا ترك أوغلي على موقع IMDb (الإنجليزية)
- سيلا ترك أوغلي على موقع قاعدة بيانات الفيلم (الإنجليزية)